# Nati il 6 agosto
| Questa pagina contiene informazioni ricavate automaticamente dalle voci biografiche con l'ausilio del template Bio e di un bot. L'aggiornamento è periodico e automatico e ricostruisce completamente la pagina. Se manca una persona in questa lista, sei pregato di non aggiungerla, ma accertati piuttosto che la sua voce biografica contenga il template Bio e che i dati anagrafici siano correttamente compilati. Se il template Bio manca, inseriscilo tu stesso o, in alternativa, metti l'avviso {{tmp\|Bio}} che ne segnala la mancanza. Se i dati riportati sono sbagliati, correggi direttamente la voce biografica; le modifiche saranno visibili in questa lista entro pochi giorni. Per chiarimenti vedi il progetto biografie. La lista contiene solo le 1.165 persone che sono citate nell'enciclopedia e per le quali è stato implementato correttamente il template Bio. Pagina aggiornata al 17 ago 2025. |

## XI secolo(1)
- 1007 - Ouyang Xiu, poeta, scrittore e storico cinese († 1072)

## XII secolo(1)
- 1180 - Go-Toba, imperatore giapponese († 1239)

## XV secolo(3)
- 1437 - Guglielmo de' Pazzi, politico italiano († 1516)
- 1444 - Niccolò Ridolfi, politico italiano († 1497)
- 1474 - Luigi de' Rossi, cardinale italiano († 1519)

## XVI secolo(5)
- 1504 - Matthew Parker, arcivescovo anglicano e teologo inglese († 1575)
- 1550 - Enrico Caetani, cardinale e patriarca cattolico italiano († 1599)
- 1575 - Live Larsdatter, farmacista danese († 1698)
- 1590 - Giovanni Ludovico di Nassau-Hadamar, nobile tedesco († 1653)
- 1591 - Giorgio Guglielmo del Palatinato-Zweibrücken-Birkenfeld, nobile tedesco († 1669)

## XVII secolo(26)
- 1605 - Palamedes Palamedesz I, pittore e disegnatore olandese († 1638)
- 1605 - Ercole Procaccini il Giovane, pittore italiano († 1680)
- 1605 - Johann Philipp von Schönborn, arcivescovo cattolico tedesco († 1673)
- 1605 - Bulstrode Whitelocke, politico inglese († 1675)
- 1607 - Robert Drouin, operaio francese († 1685)
- 1607 - Dirck van der Lisse, pittore e disegnatore olandese († 1669)
- 1630 - Antonio Maria Bianchi, teologo e filosofo italiano († 1694)
- 1638 - Nicolas Malebranche, filosofo e scienziato francese († 1715)
- 1644 - Cristiano Ernesto di Brandeburgo-Bayreuth, nobile tedesco († 1712)
- 1644 - Louise de La Vallière, francese († 1710)
- 1646 - Giandomenico Paracciani, cardinale e vescovo cattolico italiano († 1721)
- 1651 - Fénelon, arcivescovo cattolico, teologo e pedagogo francese († 1715)
- 1651 - Carl Gustav Rehnskiöld, generale svedese († 1722)
- 1664 - Johann Christoph Schmidt, compositore e direttore d'orchestra tedesco († 1728)
- 1665 - Jean-Baptiste Lully il Giovane, compositore francese († 1743)
- 1666 - Maria Sofia del Palatinato-Neuburg, regina († 1699)
- 1673 - Henry FitzJames, I duca di Albemarle, generale inglese († 1702)
- 1673 - Giovanni Marangoni, teologo e archeologo italiano († 1753)
- 1675 - Louis Sauveur Villeneuve, ambasciatore francese († 1745)
- 1681 - Francesco Antonio Fasani, religioso, presbitero e santo italiano († 1742)
- 1685 - Martin Bouquet, monaco cristiano, storico e filologo francese († 1754)
- 1688 - Gustaf Fredrik von Rosen, generale e politico svedese († 1769)
- 1696 - Johann Gregorius Höroldt, pittore tedesco († 1775)
- 1697 - Carlo VII di Baviera, sovrano († 1745)
- 1697 - Nicola Salvi, architetto italiano († 1751)
- 1700 - Francesco Caccianiga, pittore e incisore italiano († 1781)

## XVIII secolo(35)
- 1713 - Marie Sophie de Courcillon, nobile francese († 1756)
- 1714 - Baldassarre Oltrocchi, presbitero, bibliotecario e bibliografo italiano († 1797)
- 1715 - Luc de Clapiers de Vauvenargues, scrittore e saggista francese († 1747)
- 1717 - Hamengkubuwono I, sovrano indonesiano († 1792)
- 1722 - Jean-Baptiste Miroudot du Bourg, vescovo cattolico francese († 1798)
- 1725 - Luigi di Meclemburgo-Schwerin, duca tedesco († 1778)
- 1735 - Heongyeong di Joseon, principessa coreana († 1816)
- 1739 - Marc-Théodore Bourrit, scrittore e alpinista svizzero († 1819)
- 1741 - John Wilson, matematico inglese († 1793)
- 1747 - Larive, attore teatrale francese († 1827)
- 1752 - Luisa di Sassonia-Meiningen, duca († 1805)
- 1753 - Pierre Cuillier-Perron, militare e avventuriero francese († 1834)
- 1756 - Salvador Fidalgo, militare e esploratore spagnolo († 1803)
- 1756 - Antoine-Xavier Maynaud de Pancemont, vescovo cattolico francese († 1807)
- 1761 - Jakob Sigismund Beck, filosofo tedesco († 1840)
- 1765 - Petros Mavromichalis, politico greco († 1848)
- 1766 - William Hyde Wollaston, chimico e fisico inglese († 1828)
- 1768 - Jean Baptiste Bessières, generale francese († 1813)
- 1771 - Jean Baptiste Alexandre Strolz, generale e politico francese († 1841)
- 1772 - André Jean François Marie Brochant de Villiers, mineralogista francese († 1840)
- 1775 - Daniel O'Connell, politico e avvocato irlandese († 1847)
- 1777 - Georges Louis Duvernoy, zoologo francese († 1855)
- 1778 - Giuseppe Pochettini di Serravalle, nobile italiano († 1846)
- 1781 - Emilio Roberti di Castelvero, generale italiano († 1837)
- 1784 - Heinrich Hössli, scrittore svizzero († 1864)
- 1785 - Johann Andreas Schmeller, linguista tedesco († 1852)
- 1789 - Friedrich List, economista e giornalista tedesco († 1846)
- 1789 - Sebastiano Santi, pittore italiano († 1865)
- 1790 - Eusebio Bava, generale e politico italiano († 1854)
- 1790 - Frederikke Dannemand, nobile danese († 1862)
- 1795 - Clemente Altieri, VI principe di Oriolo, principe italiano († 1873)
- 1795 - Abigail Mott, docente e attivista statunitense († 1846)
- 1795 - Heinrich Rose, mineralogista e chimico tedesco († 1864)
- 1798 - Anton Antonovič Del'vig, poeta russo († 1831)
- 1799 - Pietro Bernardini, architetto italiano († 1865)

## XIX secolo(156)
- 1804 - Francesco Ansidei, scacchista italiano († 1873)
- 1804 - Justinus Van der Brugghen, politico belga († 1863)
- 1806 - Carlo Fioruzzi, politico italiano († 1875)
- 1806 - Franz von Mertens, generale austriaco († 1866)
- 1809 - Alfred Tennyson, poeta inglese († 1892)
- 1810 - Leonardo Mura, arcivescovo cattolico e teologo italiano († 1882)
- 1810 - Giorgio Ronconi, baritono italiano († 1890)
- 1811 - Judah Philip Benjamin, politico statunitense († 1884)
- 1812 - Emmanuel Arago, politico francese († 1896)
- 1814 - Filippo Oliva, politico italiano († 1868)
- 1817 - Salvador Bermúdez de Castro, nobile, poeta e diplomatico spagnolo († 1883)
- 1819 - Giovanni Bortolucci, politico italiano († 1900)
- 1819 - Filippo Antonio Gualterio, politico e storico italiano († 1874)
- 1819 - Charles-Édouard de Beaumont, pittore e litografo francese († 1888)
- 1821 - Edward H. Plumptre, presbitero e teologo britannico († 1891)
- 1826 - Alfredo Baccarini, ingegnere e politico italiano († 1890)
- 1826 - Thomas Alexander Browne, scrittore australiano († 1915)
- 1827 - George Franklin Drew, politico statunitense († 1900)
- 1827 - José Manuel Marroquín, educatore, scrittore e politico colombiano († 1908)
- 1827 - Federico Stefani, storico, archivista e patriota italiano († 1897)
- 1828 - Andrew Taylor Still, medico, inventore e politico statunitense († 1917)
- 1829 - Joseph Villevieille, pittore e docente francese († 1916)
- 1830 - Vactor Tousey Chambers, entomologo statunitense († 1883)
- 1833 - Augustin Egger, vescovo cattolico svizzero († 1906)
- 1835 - Ezra F. Kysor, architetto statunitense († 1907)
- 1835 - Mevhibe Kadin, ottomana († 1936)
- 1835 - Alexis Louis Trinquet, operaio francese († 1882)
- 1838 - José María Cos y Macho, cardinale e arcivescovo cattolico spagnolo († 1919)
- 1839 - Raimund von Stillfried, fotografo austriaco († 1911)
- 1840 - Adolph Francis Alphonse Bandelier, archeologo statunitense († 1914)
- 1840 - John Stewart-Murray, VII duca di Atholl, nobile scozzese († 1917)
- 1843 - Joseph van Reeth, missionario e vescovo cattolico belga († 1923)
- 1843 - Augusta di Sassonia-Meiningen, principessa tedesca († 1919)
- 1844 - Alfredo, duca di Sassonia-Coburgo-Gotha, principe inglese († 1900)
- 1845 - John Campbell, IX duca Argyll, militare e politico britannico († 1914)
- 1845 - Achille D'Orsi, scultore italiano († 1929)
- 1845 - Myrtle Fillmore, religiosa statunitense († 1931)
- 1846 - Anna Haining Bates, circense canadese († 1888)
- 1846 - August von Thomsen, ammiraglio tedesco († 1920)
- 1848 - Behice Sultan, principessa ottomana († 1876)
- 1848 - Leonard Howell, calciatore e crickettista inglese († 1895)
- 1849 - Gustav Frederik Holm, esploratore e ufficiale danese († 1940)
- 1850 - Alfred Henry Hook, militare britannico († 1905)
- 1850 - Luigi Rosa, pittore italiano († 1919)
- 1853 - Antonio Ursino Recupero, politico e mecenate italiano († 1925)
- 1854 - Ferdinando Bianchi, giurista italiano († 1896)
- 1855 - Isaac Isaacs, giudice e politico australiano († 1948)
- 1855 - Adam Mahrburg, filosofo polacco († 1913)
- 1856 - Apollinarij Michajlovič Vasnecov, pittore russo († 1933)
- 1857 - Christian Wilhelm Allers, disegnatore e pittore tedesco († 1915)
- 1859 - Alfred Hettner, geografo tedesco († 1941)
- 1860 - Francesco Paolo Frontini, compositore e direttore d'orchestra italiano († 1939)
- 1860 - Ljubomir Stojanović, politico serbo († 1930)
- 1861 - Edith Roosevelt, first lady statunitense († 1948)
- 1862 - Armand Rassenfosse, incisore, disegnatore e pittore belga († 1934)
- 1862 - Marcus Ravenswaaij, tiratore a segno olandese († 1919)
- 1862 - Elizabeth Robbins, scrittrice, attrice e drammaturga statunitense († 1952)
- 1863 - Jarvis Hunt, golfista e architetto statunitense († 1941)
- 1863 - Prospero Montecchi, violoncellista italiano († 1947)
- 1864 - Jules Flour, pittore francese († 1921)
- 1865 - Hannah Chaplin, attrice, ballerina e cantante britannica († 1928)
- 1866 - Allan Lard, golfista statunitense († 1946)
- 1866 - Plinio Nomellini, pittore italiano († 1943)
- 1867 - Salvatore Contarini, diplomatico e politico italiano († 1945)
- 1868 - Paul Claudel, poeta, drammaturgo e diplomatico francese († 1955)
- 1868 - Armand Thiéry, filosofo e psicologo belga († 1955)
- 1869 - Bernhard Kayser, oculista tedesco († 1954)
- 1871 - Emanuel Querido, editore, romanziere e attivista olandese († 1943)
- 1873 - Frederic Dorr Steele, illustratore statunitense († 1944)
- 1873 - Otto von Feldmann, militare e politico tedesco († 1945)
- 1874 - Charles Fort, scrittore statunitense († 1932)
- 1875 - Giuseppina Berettoni, mistica italiana († 1927)
- 1876 - Christian Christensen, mezzofondista danese († 1956)
- 1876 - Ronald Orr, calciatore scozzese († 1924)
- 1876 - Roy Watson, attore statunitense († 1937)
- 1877 - Alberto Novellis di Coarazze, generale e aviatore italiano († 1956)
- 1877 - Gaetano Spinelli, pittore italiano († 1945)
- 1878 - Carlo Vignoli, filologo e insegnante italiano († 1938)
- 1879 - Alfred Beamish, tennista britannico († 1944)
- 1879 - Giuseppe Cardinali, storico e politico italiano († 1955)
- 1880 - Lorenzo Amati, pallonista italiano († 1963)
- 1880 - Lamberto Caffarelli, compositore, filosofo e poeta italiano († 1963)
- 1880 - Leo Carrillo, attore statunitense († 1961)
- 1880 - Hans Moser, attore austriaco († 1964)
- 1881 - Lillian Albertson, attrice e produttrice cinematografica statunitense († 1962)
- 1881 - Johannes Michael Buckx, vescovo cattolico olandese († 1946)
- 1881 - Alexander Fleming, medico, biologo e farmacologo scozzese († 1955)
- 1881 - Maffio Maffii, giornalista e scrittore italiano († 1957)
- 1881 - Louella Parsons, giornalista e scrittrice statunitense († 1972)
- 1882 - Ernst Eklund, attore, commediografo e regista cinematografico svedese († 1971)
- 1882 - Kurt Lilien, attore tedesco († 1943)
- 1882 - Władysław Starewicz, animatore e regista russo († 1965)
- 1883 - Margaret Joslin, attrice statunitense († 1956)
- 1883 - Auguste Metgé, ebanista e scultore francese († 1970)
- 1883 - Francesco Santoliquido, compositore italiano († 1971)
- 1883 - Wilhelm Siewert, ciclista su strada e pistard tedesco († 1948)
- 1884 - Umberto Puppini, politico italiano († 1946)
- 1884 - David Wiman, ginnasta svedese († 1950)
- 1885 - Palmer Bowman, attore statunitense († 1933)
- 1885 - Harry O. Hoyt, sceneggiatore e regista statunitense († 1961)
- 1885 - Antonio Rizzo, generale italiano († 1951)
- 1886 - Florence Goodenough, psicologa statunitense († 1959)
- 1886 - Inez Milholland, attivista e avvocata statunitense († 1916)
- 1886 - Henny Skjønberg, attrice norvegese († 1973)
- 1887 - Oliver Wallace, compositore britannico († 1963)
- 1888 - Salvador Castaneda Castro, generale e politico salvadoregno († 1965)
- 1888 - Heinrich Schlusnus, baritono tedesco († 1952)
- 1889 - Marcel Besson, ingegnere francese († 1937)
- 1889 - George Kenney, generale statunitense († 1977)
- 1889 - John Middleton Murry, scrittore, giornalista e critico letterario inglese († 1957)
- 1889 - Arthur Schabinger, allenatore di pallacanestro, allenatore di football americano e dirigente sportivo statunitense († 1972)
- 1890 - Giulio De Marchi, ingegnere italiano († 1972)
- 1890 - Archibald Leslie-Melville, XIII conte di Leven, ufficiale e politico scozzese († 1947)
- 1890 - Georgij Leonidovič Pjatakov, rivoluzionario ucraino († 1937)
- 1890 - Sandro Salvini, attore e direttore del doppiaggio italiano († 1955)
- 1891 - Yvette Andréyor, attrice francese († 1962)
- 1891 - Billy Gillespie, calciatore irlandese († 1981)
- 1891 - Piero Nardi, italianista e critico letterario italiano († 1974)
- 1891 - Filippo Pennavaria, politico e banchiere italiano († 1980)
- 1891 - William Slim, generale britannico († 1970)
- 1892 - Annunzio Cervi, poeta e patriota italiano († 1918)
- 1892 - Hoot Gibson, attore, regista e produttore cinematografico statunitense († 1962)
- 1892 - Kazimiera Iłłakowiczówna, poetessa e traduttrice polacca († 1983)
- 1892 - Frank Tuttle, regista, sceneggiatore e produttore cinematografico statunitense († 1963)
- 1893 - Arnaldo Andreoli, ginnasta italiano († 1952)
- 1893 - Armando Barbieri, liutaio italiano († 1963)
- 1893 - Karen Brunés, scrittrice danese († 1977)
- 1893 - Enrico Capris, calciatore italiano († 1952)
- 1893 - Elías Castelnuovo, scrittore, poeta e saggista uruguaiano († 1982)
- 1893 - Richard Huschke, ciclista su strada e pistard tedesco († 1980)
- 1895 - Shote Galica, condottiera, patriota e rivoluzionaria albanese († 1927)
- 1895 - Ernesto Lecuona, pianista e compositore cubano († 1963)
- 1895 - Sante Vincenzi, partigiano italiano († 1945)
- 1896 - Juan Antonio Collazo, cestista, allenatore di pallacanestro e pianista uruguaiano († 1945)
- 1896 - Martin Henry Dawson, microbiologo canadese († 1945)
- 1896 - Cyril J. Mockridge, compositore britannico († 1979)
- 1896 - Lillian D. Rock, avvocata, attivista e politica statunitense († 1974)
- 1896 - Romano Tommasi, politico italiano († 1983)
- 1897 - Dimitrie Onofrei, tenore rumeno († 1991)
- 1897 - Bonifacio Zuppini, calciatore italiano († 1927)
- 1897 - Uno Ahren, architetto e urbanista svedese († 1977)
- 1898 - Fritz Dietrich, militare tedesco († 1948)
- 1898 - Doug Lewis, pugile canadese († 1981)
- 1898 - Guido Messeri, ciclista su strada italiano († 1972)
- 1898 - Fritz Nallinger, ingegnere tedesco († 1984)
- 1898 - Armando Nisti, rugbista a 15 e allenatore di hockey su prato italiano († 1972)
- 1898 - Peppino Spadaro, attore italiano († 1950)
- 1899 - Lillebil Ibsen, attrice norvegese († 1989)
- 1900 - Willie Brown, cantante e chitarrista statunitense († 1952)
- 1900 - Enrico Calzolari, calciatore italiano († 1969)
- 1900 - Charles Farrell, attore irlandese († 1988)
- 1900 - William Hillcourt, educatore e scrittore danese († 1992)
- 1900 - Nat Simon, compositore, pianista e paroliere statunitense († 1979)
- 1900 - Jiří Weil, scrittore ceco († 1959)
- 1900 - Jacques Zwobada, scultore e pittore francese († 1967)
- 1900 - Grigorij Michajlovič Štern, generale sovietico († 1941)

## XX secolo(908)
- 1901 - Anton Bossi Fedrigotti, scrittore e diplomatico austriaco († 1990)
- 1901 - Kirō Honjō, ingegnere giapponese († 1990)
- 1902 - Sylvain Julien Victor Arend, astronomo belga († 1992)
- 1902 - Carlo Canevini, cestista italiano († 1968)
- 1902 - Margarete Klose, mezzosoprano tedesco († 1968)
- 1902 - Ernesto Lapadula, architetto e urbanista italiano († 1968)
- 1902 - Dutch Schultz, mafioso statunitense († 1935)
- 1903 - Francis William Lionel Collings Beaumont, militare e produttore cinematografico britannico († 1941)
- 1903 - Bunny Breckinridge, attore statunitense († 1996)
- 1903 - Lauro Chiazzese, giurista e politico italiano († 1957)
- 1903 - Virginia Foster Durr, attivista statunitense († 1999)
- 1903 - Philip M. Morse, fisico statunitense († 1985)
- 1903 - Charles McIlvaine, canottiere statunitense († 1975)
- 1904 - Giuliano Bonfante, glottologo italiano († 2005)
- 1904 - Jean Dessès, stilista greco († 1970)
- 1904 - Henry Iba, allenatore di pallacanestro statunitense († 1993)
- 1904 - Jean Zay, politico francese († 1944)
- 1905 - Simeon Toribio, altista e politico filippino († 1969)
- 1905 - Jean-François Tournon, schermidore francese († 1986)
- 1906 - Vic Dickenson, trombonista statunitense († 1984)
- 1906 - Pietro Freschi, canottiere italiano († 1973)
- 1906 - Giovanni Gentile, fisico italiano († 1942)
- 1906 - Dorothy Jordan, attrice statunitense († 1988)
- 1906 - Aarne Reini, lottatore finlandese († 1974)
- 1906 - Alfredo Rossi Vezzani, pianista italiano († 1986)
- 1906 - Duilio Salatin, calciatore brasiliano († 1972)
- 1906 - Antonio Vailati, calciatore italiano († 1975)
- 1908 - Maria Ludwika Bernhard, archeologa polacca († 1998)
- 1908 - René de Castries, storico francese († 1986)
- 1908 - Massimo Cimino, astronomo, astrofisico e museologo italiano († 1991)
- 1908 - Helen Hull Jacobs, tennista statunitense († 1997)
- 1909 - Francesco Gavioli, presbitero e storico italiano († 1997)
- 1909 - Egidio Gherlizza, fumettista, disegnatore e drammaturgo italiano († 1995)
- 1909 - Karl Ulrich Schnabel, pianista e docente austriaco († 2001)
- 1910 - Adoniran Barbosa, cantante, compositore e attore brasiliano († 1982)
- 1910 - Georgij Michajlovič Brasov, principe russo († 1931)
- 1910 - Karl Büchner, filologo classico tedesco († 1981)
- 1910 - Charles Crichton, regista e montatore inglese († 1999)
- 1910 - Ludvík Dvořáček, cestista cecoslovacco († 1963)
- 1910 - Giovanni Greppi, calciatore italiano († 1980)
- 1910 - Rino Guglielmo, pittore italiano († 1994)
- 1910 - Alois Haene, missionario e vescovo cattolico svizzero († 1999)
- 1910 - Francesco Lami, politico italiano († 1977)
- 1910 - Enzo Mascherini, baritono italiano († 1981)
- 1910 - Joachim Rumohr, generale tedesco († 1945)
- 1910 - Roberto Savarese, regista e sceneggiatore italiano († 1996)
- 1910 - John Ahern Torpie, vescovo cattolico australiano († 2000)
- 1910 - Bonfiglio Zanardi, militare italiano († 1937)
- 1911 - Lucille Ball, attrice, comica e produttrice televisiva statunitense († 1989)
- 1911 - Orazio Costa, regista teatrale, direttore artistico e insegnante italiano († 1999)
- 1911 - Annibale Frossi, allenatore di calcio, giornalista e calciatore italiano († 1999)
- 1911 - Constance Heaven, scrittrice inglese († 1995)
- 1911 - Luisa Monti Sturani, scrittrice e insegnante italiana († 2002)
- 1911 - Diana Pizzavini, ginnasta italiana († 1989)
- 1911 - Pompilio Fastiggi, partigiano italiano († 1944)
- 1911 - Milorad B. Protić, astronomo serbo († 2001)
- 1911 - Oldřich Zajíček, calciatore cecoslovacco († 1956)
- 1912 - Ervardo Fioravanti, pittore, incisore e disegnatore italiano († 1996)
- 1912 - Mirin Dajo, olandese († 1948)
- 1912 - Bert Whalley, calciatore e allenatore di calcio britannico († 1958)
- 1913 - Giuseppe Billanovich, filologo, critico letterario e italianista italiano († 2000)
- 1913 - Mario Ercolani, banchiere italiano († 2008)
- 1913 - Gajo Raffanelli, calciatore croato († 1988)
- 1914 - Antonio Andriolo, militare italiano († 1942)
- 1914 - Otello Bignami, liutaio italiano († 1989)
- 1914 - Renato Bresciani, presbitero e missionario italiano († 1996)
- 1914 - Ronald Duncan, scrittore, poeta e drammaturgo britannico († 1982)
- 1914 - Gastone Mojaisky Perrelli, arcivescovo cattolico italiano († 2008)
- 1914 - Tullio Pandolfini, pallanuotista italiano († 1999)
- 1915 - Pamela Blake, attrice statunitense († 2009)
- 1915 - Aldo Dusi, calciatore e allenatore di calcio italiano († 1985)
- 1915 - Géraldine Apponyi de Nagyappony, regina albanese († 2002)
- 1915 - Viliam Vanák, calciatore slovacco († 2001)
- 1916 - Richard Hofstadter, storico statunitense († 1970)
- 1916 - Helmut Lipfert, aviatore tedesco († 1990)
- 1916 - Dom Mintoff, politico maltese († 2012)
- 1916 - Erik Nilsson, calciatore svedese († 1995)
- 1916 - Charles Schnee, sceneggiatore statunitense († 1963)
- 1917 - Barbara Cooney, scrittrice e illustratrice statunitense († 2000)
- 1917 - Robert Mitchum, attore statunitense († 1997)
- 1918 - Anna Castelli Ferrieri, designer e architetta italiana († 2006)
- 1918 - Norman Granz, produttore discografico e imprenditore statunitense († 2001)
- 1918 - Jacqueline Laurent, attrice francese († 2009)
- 1918 - Christopher Seton-Watson, militare, storico e italianista britannico († 2007)
- 1919 - Pauline Betz, tennista statunitense († 2011)
- 1919 - Gino Camerario, calciatore italiano († 1993)
- 1919 - Karl Linnas, militare estone († 1987)
- 1919 - William Woodburn, calciatore scozzese († 2001)
- 1920 - Aimone Balbo Di Vinadio, politico italiano († 2003)
- 1920 - Dante Castellucci, partigiano italiano († 1944)
- 1920 - Selma Diamond, attrice e scrittrice canadese († 1985)
- 1920 - Arcangelo Mandarino, magistrato italiano († 1991)
- 1920 - Ella Raines, attrice statunitense († 1988)
- 1920 - Franco Rodano, politico, politologo e filosofo italiano († 1983)
- 1920 - Jean de Heinzelin, geologo belga († 1998)
- 1921 - Gianni Bongioanni, regista e sceneggiatore italiano († 2018)
- 1921 - Giancarlo Brugnolotti, partigiano italiano († 1945)
- 1921 - Buddy Collette, sassofonista, flautista e clarinettista statunitense († 2010)
- 1921 - Massimo Grillandi, scrittore, poeta e traduttore italiano († 1987)
- 1921 - Pasquale Aniel Jannini, francesista e traduttore italiano († 1988)
- 1921 - Giuseppe Pittano, linguista, giornalista e partigiano italiano († 1995)
- 1921 - Roberto Proietti, pugile italiano († 1988)
- 1922 - Adriano Casadei, partigiano italiano († 1944)
- 1922 - Luigi Montagnani, imprenditore e dirigente sportivo italiano († 2000)
- 1922 - Tino Petrelli, fotografo italiano († 2001)
- 1922 - Enzo Vicari, prefetto italiano († 2004)
- 1923 - Galeazzo Benti, attore e sceneggiatore italiano († 1993)
- 1923 - Paul Hellyer, politico canadese († 2021)
- 1923 - Moira Lister, attrice e scrittrice sudafricana († 2007)
- 1923 - Marisa Merlini, attrice italiana († 2008)
- 1924 - Gene Deitch, illustratore, animatore e disegnatore ceco († 2020)
- 1924 - Mario Fazio, giornalista e urbanista italiano († 2004)
- 1924 - Ella Jenkins, cantante statunitense († 2024)
- 1924 - Philippe Washer, tennista belga († 2015)
- 1925 - Emma Almanza, cestista messicana († 2022)
- 1925 - Eddie Baily, calciatore inglese († 2010)
- 1925 - Barbara Bates, attrice statunitense († 1969)
- 1925 - Niels Bennike, calciatore danese († 2016)
- 1925 - Filippo Càssola, storico e epigrafista italiano († 2006)
- 1925 - Pancrazio De Pasquale, politico italiano († 1992)
- 1925 - Matías González, calciatore uruguaiano († 1984)
- 1925 - Leno LaBianca, dirigente d'azienda statunitense († 1969)
- 1925 - Lore Terracini, critica letteraria e ispanista italiana († 1995)
- 1925 - Lilyan Chauvin, attrice, regista e produttrice cinematografica statunitense († 2008)
- 1926 - Ângelo Bonfietti, cestista brasiliano († 2004)
- 1926 - Frank Finlay, attore britannico († 2016)
- 1926 - Harrison Marks, fotografo e regista britannico († 1997)
- 1926 - Maurizio d'Assia, principe tedesco († 2013)
- 1926 - Janet Asimov, psichiatra, psicoanalista e scrittrice di fantascienza statunitense († 2019)
- 1926 - Christa Reinig, scrittrice, poetessa e drammaturga tedesca († 2008)
- 1926 - Romeo Romanutti, cestista italiano († 2007)
- 1926 - Francesco Somaini, scultore italiano († 2005)
- 1926 - Mario Zanello, ex calciatore italiano
- 1927 - William D. Ford, politico, avvocato e militare statunitense († 2004)
- 1927 - Teodor Kocerka, canottiere polacco († 1999)
- 1927 - Inga Landgré, attrice svedese († 2023)
- 1927 - Ezio Marano, attore italiano († 1991)
- 1927 - Arturo Armando Molina, politico e militare salvadoregno († 2021)
- 1927 - Janice Romary, schermitrice statunitense († 2007)
- 1927 - Theodor Wagner, calciatore austriaco († 2020)
- 1928 - Salvatore Capilungo, politico italiano († 2019)
- 1928 - Michel Clouscard, filosofo, sociologo e antropologo francese († 2009)
- 1928 - Franco Cordero, giurista e scrittore italiano († 2020)
- 1928 - Andy Warhol, pittore, grafico e illustratore statunitense († 1987)
- 1929 - Alain Besseche, schermidore francese († 2020)
- 1929 - Nado Canuti, artista e partigiano italiano
- 1929 - Eduardo Davino, vescovo cattolico italiano († 2011)
- 1929 - William Fields, canottiere statunitense († 1992)
- 1929 - Maria Frau, attrice italiana
- 1929 - Kateb Yacine, scrittore, drammaturgo e poeta algerino († 1989)
- 1930 - Svein Bergersen, calciatore norvegese († 2005)
- 1930 - Carlo Bertelli, storico dell'arte e funzionario italiano
- 1930 - Tom Brennan, cestista statunitense († 1990)
- 1930 - Fred Christ, ex cestista statunitense
- 1930 - Maria Luisa Galli, politica italiana († 2019)
- 1930 - Fernando Karadima, presbitero e criminale cileno († 2021)
- 1930 - Abbey Lincoln, cantante, compositrice e attrice statunitense († 2010)
- 1930 - Rubén Morán, calciatore uruguaiano († 1978)
- 1930 - David Robinson, critico cinematografico e scrittore inglese
- 1930 - Giuseppe Salerno, calciatore e allenatore di calcio italiano († 2023)
- 1930 - Örjan Widén, cestista svedese († 2025)
- 1930 - Robert Zagury, ex cestista francese
- 1930 - Johnnie van Gent, pallanuotista sudafricano
- 1930 - Tsutomu Ōshima, artista marziale giapponese
- 1931 - Kadri Aytaç, allenatore di calcio e calciatore turco († 2003)
- 1931 - Mariarosa Brunati, insegnante italiana († 2020)
- 1931 - Ron Feiereisel, cestista, allenatore di pallacanestro e arbitro di pallacanestro statunitense († 2000)
- 1931 - Chalmers Johnson, storico, economista e saggista statunitense († 2010)
- 1931 - Umberto Lenzi, regista, sceneggiatore e scrittore italiano († 2017)
- 1931 - Mohammad-Reza Mahdavi Kani, politico e scrittore iraniano († 2014)
- 1931 - Ghislain de Diesbach, scrittore e biografo francese († 2023)
- 1932 - Vincenzo Accame, poeta, saggista e traduttore italiano († 1999)
- 1932 - Michele Bellomo, politico italiano
- 1932 - Michael Deeley, produttore cinematografico britannico
- 1932 - Carmelo Del Noce, allenatore di calcio e calciatore italiano († 2012)
- 1932 - Rafaėl' Grač, pattinatore di velocità su ghiaccio sovietico († 1982)
- 1932 - Howard Hodgkin, pittore e incisore britannico († 2017)
- 1932 - Loris Lonardi, calciatore italiano († 2019)
- 1932 - Maria Paris, cantante italiana († 2018)
- 1932 - Edmond Safra, banchiere e filantropo brasiliano († 1999)
- 1932 - Gösta Sandberg, calciatore, hockeista su ghiaccio e allenatore di calcio svedese († 2006)
- 1932 - Anneli Sauli, attrice finlandese († 2022)
- 1933 - József Bencsics, calciatore ungherese († 1995)
- 1933 - Ulrich Biesinger, calciatore tedesco († 2011)
- 1933 - Suchinda Kraprayoon, politico e generale thailandese († 2025)
- 1933 - Aleksandr Privalov, biatleta sovietico († 2021)
- 1933 - Ron Wylie, calciatore e allenatore di calcio scozzese († 2020)
- 1933 - Ricardo Zamora de Grassa, calciatore spagnolo († 2003)
- 1934 - Piers Anthony, scrittore britannico
- 1934 - Chris Bonington, alpinista e orientista britannico
- 1934 - Germinal Casado, ballerino, coreografo e costumista spagnolo († 2016)
- 1934 - Gianfrancesco Guarnieri, attore, regista e drammaturgo italiano († 2006)
- 1934 - Landelino Lavilla Alsina, politico spagnolo († 2020)
- 1934 - Ercoliano Monesi, politico italiano († 2001)
- 1934 - Flávio Rangel, regista teatrale, direttore teatrale e direttore artistico brasiliano († 1988)
- 1934 - Georges Rieu, fumettista e giornalista francese († 2021)
- 1934 - Amalia Signorelli, antropologa e opinionista italiana († 2017)
- 1934 - Edmond Simeoni, politico francese († 2018)
- 1934 - Marisa Traversi, attrice italiana († 2023)
- 1934 - Alessandro Vitali, calciatore e dirigente sportivo italiano († 2016)
- 1934 - Diane di Prima, poetessa statunitense († 2020)
- 1935 - Fortunato Baldelli, cardinale e arcivescovo cattolico italiano († 2012)
- 1935 - Irma Capece Minutolo, cantante lirica e attrice italiana († 2023)
- 1935 - Mário Coluna, calciatore portoghese († 2014)
- 1936 - Antonio Berté, pittore italiano († 2009)
- 1936 - Joe Diorio, chitarrista, compositore e produttore discografico statunitense († 2022)
- 1936 - Dražan Jerković, calciatore, allenatore di calcio e dirigente sportivo croato († 2008)
- 1936 - Ferruccio Pisoni, politico italiano († 2020)
- 1936 - Adolfo Vázquez, ex calciatore argentino
- 1937 - Baden Powell de Aquino, chitarrista e compositore brasiliano († 2000)
- 1937 - Fedele Confalonieri, dirigente d'azienda italiano
- 1937 - Charlie Haden, contrabbassista statunitense († 2014)
- 1937 - Adriano La Regina, archeologo e etruscologo italiano
- 1937 - Norberta López, cestista paraguaiana († 2007)
- 1937 - Jan Nilsen, calciatore norvegese († 2016)
- 1937 - John Parke, calciatore nordirlandese († 2011)
- 1937 - Onelio Prandini, politico italiano
- 1937 - Barbara Windsor, attrice britannica († 2020)
- 1938 - Paul Bartel, attore, regista e sceneggiatore statunitense († 2000)
- 1938 - Silvano Basagni, tiratore a volo italiano († 2017)
- 1938 - Lars Bloch, attore e compositore danese († 2022)
- 1938 - Peter Bonerz, regista e attore statunitense
- 1938 - Adriano Cavanna, storico e giurista italiano († 2002)
- 1938 - Maximiliano Garafulic, cestista cileno († 2007)
- 1939 - Ronald Langón, calciatore uruguaiano († 2021)
- 1939 - Tiziano Marcheselli, giornalista, scrittore e pittore italiano († 2011)
- 1939 - Reg Matthewson, calciatore inglese († 2016)
- 1939 - Mario Pasquina, ex calciatore italiano
- 1939 - Juan Carlos Stauskas, ex calciatore argentino
- 1939 - Mario Valgoi, attore e doppiatore italiano († 2005)
- 1940 - Claudio Bettini, storico dell'arte italiano († 1997)
- 1940 - Luigi Ferrajoli, giurista e ex magistrato italiano
- 1940 - Friedrich Krinzinger, archeologo austriaco
- 1940 - Michael Sarne, attore inglese
- 1940 - Louise Sorel, attrice statunitense
- 1940 - Gianni Volpi, critico cinematografico italiano († 2013)
- 1941 - Lyle Berman, giocatore di poker, imprenditore e dirigente d'azienda statunitense
- 1941 - Joseph Gonzales, ex pugile francese
- 1941 - Jevhen Kučerevs'kyj, allenatore di calcio e calciatore sovietico († 2006)
- 1941 - Anthony Newcomb, musicologo statunitense († 2018)
- 1941 - Oh Yoon-kyung, ex calciatore nordcoreano
- 1942 - Massimiliano Fachini, politico e terrorista italiano († 2000)
- 1942 - Evelyn Hamann, attrice e doppiatrice tedesca († 2007)
- 1942 - George Jung, criminale statunitense († 2021)
- 1942 - Wolfgang Krätschmer, fisico tedesco
- 1942 - Ethel Ward Petersen, nuotatrice danese
- 1942 - Jimmy Valiant, ex wrestler e scrittore statunitense
- 1942 - Peter Weinberger, informatico statunitense
- 1943 - Michael Anderson Jr., attore inglese
- 1943 - Massimo Cosmelli, ex cestista italiano
- 1943 - Helmut Pfleger, scacchista tedesco
- 1943 - Jon Postel, informatico statunitense († 1998)
- 1944 - Sandra Cioffi, politica e dirigente d'azienda italiana
- 1945 - Duggie Fields, pittore e architetto britannico († 2021)
- 1945 - Christian Gasc, costumista francese († 2022)
- 1945 - Mann Izawa, fumettista giapponese
- 1945 - Giuseppe Mirabelli, politico italiano († 1999)
- 1945 - Yoshinori Sakai, velocista giapponese († 2014)
- 1945 - Alberto Tanasini, vescovo cattolico italiano († 2024)
- 1945 - Milovan Đorić, allenatore di calcio e calciatore jugoslavo
- 1946 - Frank Asch, scrittore e illustratore statunitense († 2022)
- 1946 - Viktor Baženov, ex schermidore sovietico
- 1946 - Ron Davies, politico gallese
- 1946 - Peter Frei, ex sciatore alpino svizzero
- 1946 - Élisabeth Guigou, politica francese
- 1946 - Allan Holdsworth, chitarrista britannico († 2017)
- 1946 - Ben Lewin, regista e sceneggiatore australiano
- 1946 - Gian Piero Motti, alpinista e scrittore italiano († 1983)
- 1946 - Jean-Louis Olry, ex canoista francese
- 1946 - Peter Simonischek, attore austriaco († 2023)
- 1946 - Glen White, cantante britannico
- 1947 - Dennis Alcapone, disc jockey e beatmaker giamaicano
- 1947 - Carla Bazzanella, linguista italiana († 2022)
- 1947 - Emilio Gnutti, imprenditore e dirigente d'azienda italiano
- 1947 - Marcia McBroom, attrice e cantante statunitense
- 1947 - Raul Mordenti, politico, scrittore e docente italiano
- 1947 - Mohammad Najibullah, politico e generale afghano († 1996)
- 1947 - Alfonsina Rinaldi, politica italiana
- 1947 - Sandro Scascitelli, fumettista e illustratore italiano
- 1947 - Evgenij Zimin, hockeista su ghiaccio sovietico († 2018)
- 1948 - Luigi Allegri, scrittore italiano
- 1948 - Mykola Avilov, ex multiplista sovietico
- 1948 - Dino Bravo, wrestler italiano († 1993)
- 1948 - Faith Esham, soprano statunitense
- 1948 - Giorgio Gambin, allenatore di calcio e ex calciatore italiano
- 1948 - Mick Leech, allenatore di calcio e ex calciatore irlandese
- 1948 - Michael Peters, coreografo e regista televisivo statunitense († 1994)
- 1948 - Dagfinn Rognmo, allenatore di calcio e ex calciatore norvegese
- 1949 - Jonas Eduardo Américo, ex calciatore brasiliano
- 1949 - Mario Lovelli, ex politico italiano
- 1949 - Richard Prince, pittore e fotografo statunitense
- 1949 - Erich Schaedler, calciatore scozzese († 1985)
- 1949 - Clarence Richard Silva, vescovo cattolico statunitense
- 1949 - Horst Wohlers, allenatore di calcio e ex calciatore tedesco
- 1950 - Jean-Pierre Armand, ex attore pornografico francese
- 1950 - Damião António Franklin, arcivescovo cattolico angolano († 2014)
- 1950 - Dorian Harewood, attore e doppiatore statunitense
- 1950 - John Pål Inderberg, sassofonista e compositore norvegese
- 1950 - Ephraim Mashaba, allenatore di calcio e ex calciatore sudafricano
- 1950 - Carole Pope, cantante, cantautrice e attivista britannica
- 1950 - Roy Rosenzweig, storico statunitense († 2007)
- 1950 - Winston Scott, ex astronauta statunitense
- 1951 - Francesco Beschi, vescovo cattolico italiano
- 1951 - Francesco Boni De Nobili, scrittore italiano († 2020)
- 1951 - Claudio Caron, politico e sindacalista italiano
- 1951 - Salvatore Di Natale, poeta italiano
- 1951 - Mike Green, cestista statunitense († 2018)
- 1951 - Ed Hannigan, fumettista e disegnatore statunitense
- 1951 - Catherine Hicks, attrice statunitense
- 1951 - Jo Yeong-suk, ex cestista sudcoreana
- 1951 - Hans-Joachim Lang, giornalista e storico tedesco
- 1951 - Christophe de Margerie, dirigente d'azienda francese († 2014)
- 1951 - Lorenzo Minoli, produttore cinematografico e attore italiano
- 1952 - Vito Angiuli, vescovo cattolico italiano
- 1952 - Wojciech Fortuna, ex saltatore con gli sci polacco
- 1952 - Brian Levant, regista, produttore cinematografico e sceneggiatore statunitense
- 1952 - Ante Miročević, ex calciatore jugoslavo
- 1952 - Fritz Randow, batterista tedesco
- 1952 - Ton Scherpenzeel, compositore e tastierista olandese
- 1952 - Jan Smithwick, ex cestista australiana
- 1952 - Mike Stamm, ex nuotatore statunitense
- 1952 - Vinnie Vincent, chitarrista statunitense
- 1953 - Karl Anderson, dirigente sportivo e ex sciatore alpino statunitense
- 1953 - Anatolij Bykov, ex lottatore sovietico
- 1953 - Giuseppe Consagno, giocatore di biliardo italiano
- 1953 - Stella Maessen, cantante olandese
- 1953 - Janet Newberry, ex tennista statunitense
- 1954 - Jerry Golsteyn, ex giocatore di football americano statunitense
- 1954 - Kevin Jarre, sceneggiatore statunitense († 2011)
- 1954 - Bruno Morchio, scrittore italiano
- 1954 - Raffaele Tecce, politico italiano
- 1955 - Lars Adaktusson, giornalista e politico svedese
- 1955 - Mick Gatto, mafioso e ex pugile australiano
- 1955 - Betty Saavedra, ex cestista boliviana
- 1955 - Tom Sandberg, ex combinatista nordico norvegese
- 1955 - Timothy Williamson, filosofo inglese
- 1956 - Majid Bishkar, ex calciatore iraniano
- 1956 - Bill Emmott, giornalista e saggista britannico
- 1956 - Stepfanie Kramer, attrice e cantante statunitense
- 1956 - Ian R. MacLeod, scrittore britannico
- 1956 - Mike McIntyre, politico e avvocato statunitense
- 1956 - Augusto Rembado, giornalista italiano († 2015)
- 1956 - Sergio Santín, ex calciatore uruguaiano
- 1957 - Massimo Alverà, ex giocatore di curling italiano
- 1957 - Constance M. Burge, autrice televisiva, sceneggiatrice e regista statunitense
- 1957 - John Deehan, allenatore di calcio e ex calciatore inglese
- 1957 - Francesca Gagnon, cantante canadese
- 1957 - Ljubov' Gurina, ex mezzofondista russa
- 1957 - John Hocking, avvocato australiano
- 1957 - Stefano Morona, giocatore di curling italiano
- 1957 - Oleksandr Petrakov, allenatore di calcio e ex calciatore ucraino
- 1957 - Faith Prince, attrice e cantante statunitense
- 1957 - Rui Rio, politico portoghese
- 1957 - Renato Soru, imprenditore, politico e dirigente d'azienda italiano
- 1957 - José María del Nido, imprenditore spagnolo
- 1958 - Bruno Censore, politico italiano
- 1958 - Alessandro Chiodini, allenatore di calcio e ex calciatore italiano
- 1958 - Darwin Cook, allenatore di pallacanestro e ex cestista statunitense
- 1958 - Philippe Jeannol, ex calciatore francese
- 1958 - Fabio Mancini, pilota automobilistico italiano
- 1958 - Giampaolo Montesano, allenatore di calcio e ex calciatore italiano
- 1958 - John Mullan, critico letterario britannico
- 1958 - Souleymane Ndéné Ndiaye, politico senegalese
- 1958 - Didier Reynders, politico belga
- 1958 - Mitchell Thomas Rozanski, arcivescovo cattolico statunitense
- 1958 - Chuck Russell, regista, sceneggiatore e produttore cinematografico statunitense
- 1958 - Július Strnisko, lottatore cecoslovacco († 2008)
- 1959 - Eija-Liisa Ahtila, fotografa finlandese
- 1959 - Grant Aleksander, attore televisivo statunitense
- 1959 - Hugues Grondin, ex ciclista su strada francese
- 1959 - Ko Wen-je, politico e chirurgo taiwanese
- 1959 - Deborah Levy, scrittrice, poetessa e drammaturga britannica
- 1959 - Enea Montanari, ex ciclista su strada italiano
- 1959 - Francesca Re David, sindacalista e politica italiana
- 1959 - Joyce Sims, cantautrice statunitense († 2022)
- 1959 - Slavica Šuka, ex cestista jugoslava
- 1959 - Giorgio Vallortigara, neuroscienziato italiano
- 1959 - Heinz Weiss, ex calciatore austriaco
- 1960 - Elayne Angel, piercer e imprenditrice statunitense
- 1960 - David Burke, ex calciatore inglese
- 1960 - Dale Ellis, ex cestista statunitense
- 1960 - Sylvain Gouguenheim, storico, scrittore e docente francese
- 1960 - David Hodgson, allenatore di calcio e ex calciatore inglese
- 1960 - Maria-Pia Kothbauer, diplomatica liechtensteinese
- 1960 - José Laverdecia, ex schermidore cubano
- 1960 - Philippe Omnès, ex schermidore francese
- 1960 - Leland Orser, attore statunitense
- 1960 - Anne Roussel, attrice francese
- 1960 - Erik Solér, ex calciatore, procuratore sportivo e dirigente sportivo norvegese
- 1961 - Mary Lou Daniels, ex tennista statunitense
- 1961 - Francesco Falaschi, regista, sceneggiatore e critico cinematografico italiano
- 1961 - Antonella Interlenghi, attrice italiana
- 1961 - Cara Lott, attrice pornografica statunitense († 2018)
- 1961 - Mario Lucca, ex calciatore argentino
- 1961 - Takayuki Negishi, musicista giapponese
- 1961 - Kjell Westö, scrittore e giornalista finlandese
- 1961 - Karl Zéro, conduttore televisivo, regista e cantante francese
- 1962 - Gregory Chamitoff, ex astronauta e ingegnere statunitense
- 1962 - Edith Gufler, ex tiratrice a segno italiana
- 1962 - Marc Lavoine, attore e cantante francese
- 1962 - Steven Lee, ex sciatore alpino australiano
- 1962 - Salvatore Raiti, militare italiano († 1982)
- 1962 - Stefan Sagmeister, grafico e tipografo austriaco
- 1962 - Pekka Vapaavuori, architetto finlandese
- 1962 - Michelle Yeoh, attrice malaysiana
- 1963 - Dean Andrews, attore britannico
- 1963 - Emiliano Bazzanella, filosofo italiano
- 1963 - Tony Dees, ex ostacolista statunitense
- 1963 - Leif Edling, bassista svedese
- 1963 - Sabine Gruber, scrittrice italiana
- 1963 - Nikollë Lesi, giornalista e politico albanese
- 1963 - Fernando Marino, dirigente sportivo e imprenditore italiano
- 1963 - Mark Mills, scrittore e sceneggiatore britannico
- 1963 - Kevin Mitnick, programmatore statunitense († 2023)
- 1963 - Adnan Oçelli, ex calciatore albanese
- 1963 - Eros Poli, ex ciclista su strada e dirigente sportivo italiano
- 1963 - Marco Rettani, produttore discografico, scrittore e paroliere italiano
- 1964 - Bobo Craxi, politico italiano
- 1964 - Miguel Fuentes Azpiroz, ex calciatore e dirigente sportivo spagnolo
- 1964 - Ruggero Gabbai, regista e fotografo italiano
- 1964 - Sharon Gusberti, attrice e ex modella italiana
- 1964 - Liu Qing, ex cestista cinese
- 1964 - Mitch Rouse, attore, regista e sceneggiatore statunitense
- 1964 - Fabián Socorro, ex giocatore di calcio a 5 argentino
- 1964 - Giuseppe Taurino, avvocato e politico italiano
- 1964 - Gary Valenciano, cantante e attore filippino
- 1964 - Bill Wise, doppiatore statunitense
- 1965 - Luc Alphand, ex sciatore alpino e pilota automobilistico francese
- 1965 - Ravi Coltrane, sassofonista statunitense
- 1965 - Mark Davis, ex attore pornografico britannico
- 1965 - Roberto Genovesi, scrittore e giornalista italiano
- 1965 - Kate Gulbrandsen, cantante norvegese
- 1965 - Yuki Kajiura, musicista, compositrice e produttrice discografica giapponese
- 1965 - Juliane Köhler, attrice tedesca
- 1965 - Marco Liorni, conduttore televisivo e autore televisivo italiano
- 1965 - Olivier Megaton, regista, sceneggiatore e writer francese
- 1965 - Stéphane Peterhansel, pilota motociclistico e pilota di rally francese
- 1965 - Thomas Rabe, manager tedesco
- 1965 - Jeremy Ratchford, attore canadese
- 1965 - David Robinson, ex cestista statunitense
- 1965 - Thomas Schönlebe, ex velocista tedesco
- 1965 - De'voreaux White, attore statunitense
- 1965 - Attila Szabo, ex cestista rumeno
- 1965 - Ye Huanming, ex sollevatore cinese
- 1965 - Gianni Zanasi, regista, sceneggiatore e produttore cinematografico italiano
- 1966 - Marco Bergamo, serial killer italiano († 2017)
- 1966 - Regina Carter, musicista statunitense
- 1966 - Iñigo Lizarralde, ex calciatore spagnolo
- 1966 - Attilio Nostro, vescovo cattolico italiano
- 1966 - Francisco Villarroya, ex calciatore spagnolo
- 1966 - Juan Vizcaíno, allenatore di calcio e ex calciatore spagnolo
- 1966 - Neringa Zakalskienė, ex cestista lituana
- 1967 - Enrico Borghi, politico italiano
- 1967 - Peter Haber, ex atleta paralimpico tedesco
- 1967 - Marcel Wüst, ex ciclista su strada tedesco
- 1968 - Barbara Benedettelli, sociologa, saggista e giornalista italiana
- 1968 - Gary Cobb, ex calciatore inglese
- 1968 - Edoardo Falcone, regista e sceneggiatore italiano
- 1968 - Jack de Gier, allenatore di calcio e ex calciatore olandese
- 1968 - Celena Mondie-Milner, ex velocista statunitense
- 1968 - Gary O'Toole, ex nuotatore irlandese
- 1968 - Jens Seipenbusch, politico e fisico tedesco
- 1968 - Patricia Tarabini, allenatrice di tennis e ex tennista argentina
- 1968 - Andrea Trinchieri, allenatore di pallacanestro italiano
- 1968 - Enrique Tucuna, ex cestista uruguaiano
- 1969 - Teddy Bertin, ex calciatore francese
- 1969 - Giuseppe Bisantis, giornalista italiano
- 1969 - Mike Budenholzer, allenatore di pallacanestro, dirigente sportivo e ex cestista statunitense
- 1969 - Chris Edgerly, attore e doppiatore statunitense
- 1969 - Álvaro Enrigue, scrittore messicano
- 1969 - Massimo Grima, ex calciatore maltese
- 1969 - Alessandro Lorenzoni, allenatore di pallavolo e ex pallavolista italiano
- 1969 - Raúl Peralta, ex calciatore argentino
- 1969 - Elliott Smith, cantautore e musicista statunitense († 2003)
- 1969 - İsa Turan, allenatore di calcio e ex calciatore turco
- 1970 - Yutaka Akita, allenatore di calcio e ex calciatore giapponese
- 1970 - Rex Andrew Clement Alarcon, arcivescovo cattolico filippino
- 1970 - Ana Balitcaia, ex cestista moldava
- 1970 - Pedro Barbosa, ex calciatore portoghese
- 1970 - Daniela Battizzocco, showgirl e attrice italiana
- 1970 - Samanta Botter, ex rugbista a 15, allenatrice di rugby a 15 e dirigente sportiva italiana
- 1970 - Chris Bruno, ex calciatore britannico
- 1970 - Alan Cox, attore britannico
- 1970 - Juan Jara, ex calciatore paraguaiano
- 1970 - Paolo Martelli, calciatore italiano († 1999)
- 1970 - Giuseppe Mastromatteo, artista e fotografo italiano
- 1970 - Monica Olmi, ex nuotatrice italiana
- 1970 - M. Night Shyamalan, regista, sceneggiatore e produttore cinematografico indiano
- 1970 - Erwin Thijs, ex ciclista su strada belga
- 1970 - Ricardo Villalobos, disc jockey cileno
- 1970 - Martín Zúñiga, ex calciatore messicano
- 1971 - Merrin Dungey, attrice statunitense
- 1971 - Fatman Scoop, rapper e conduttore radiofonico statunitense († 2024)
- 1971 - Federico Giunti, dirigente sportivo, allenatore di calcio e ex calciatore italiano
- 1971 - Conor McPherson, regista, sceneggiatore e drammaturgo irlandese
- 1971 - Scott Minto, ex calciatore inglese
- 1971 - Sydney Penny, attrice statunitense
- 1971 - Antonio Trillanes, politico e ex militare filippino
- 1972 - Paolo Bacigalupi, scrittore statunitense
- 1972 - Gianpiero Borgia, regista teatrale e direttore artistico italiano
- 1972 - Karen Disher, doppiatrice e animatrice statunitense
- 1972 - Geri Halliwell, cantante, attrice e scrittrice britannica
- 1972 - Ihosvany Hernández, allenatore di pallavolo e ex pallavolista cubano
- 1972 - Marco Morgenstern, ex biatleta tedesco
- 1972 - Anthony Muroni, giornalista e scrittore italiano
- 1972 - Tetjana Nakazna, pentatleta ucraina
- 1972 - Jason O'Mara, attore irlandese
- 1972 - Benedetta Parodi, giornalista, conduttrice televisiva e scrittrice italiana
- 1973 - Asia Carrera, ex attrice pornografica statunitense
- 1973 - Emanuel Couto, ex tennista portoghese
- 1973 - Tomislav Dončev, politico bulgaro
- 1973 - Michele Dotti, attore e scrittore italiano
- 1973 - Vera Farmiga, attrice, produttrice televisiva e regista statunitense
- 1973 - Uwe Gospodarek, ex calciatore tedesco
- 1973 - Grzegorz Kotowicz, ex canoista polacco
- 1973 - Donna Lewis, cantante e musicista gallese
- 1973 - Stuart O'Grady, ex ciclista su strada e pistard australiano
- 1973 - Stephen Silas, allenatore di pallacanestro e ex cestista statunitense
- 1973 - Marcelo Tejera, ex calciatore uruguaiano
- 1973 - Ihor Vovčančyn, artista marziale misto e kickboxer ucraino
- 1974 - Todd Blanche, avvocato e giudice statunitense
- 1974 - Ever Carradine, attrice statunitense
- 1974 - Ezra Edelman, regista, produttore cinematografico e produttore televisivo statunitense
- 1974 - David McKenzie, ex ciclista su strada australiano
- 1974 - Bobby Petta, ex calciatore olandese
- 1974 - Andrea Salvadori, musicista e compositore italiano
- 1974 - Marco Spanu, allenatore di pallacanestro italiano
- 1974 - Adrian Voinea, ex tennista rumeno
- 1974 - Alvin Williams, ex cestista e allenatore di pallacanestro statunitense
- 1975 - Jørgen Aukland, fondista norvegese
- 1975 - Jesús Fernández, ex cestista spagnolo
- 1975 - Anders Friberg, ex calciatore svedese
- 1975 - Renate Götschl, ex sciatrice alpina austriaca
- 1975 - Ivica Grlić, ex calciatore bosniaco
- 1975 - Cato Guntveit, ex calciatore norvegese
- 1975 - Katja Koren, ex sciatrice alpina slovena
- 1975 - Evgenij Evgen'evič Lovčev, ex calciatore russo
- 1975 - Ryan Martinie, bassista statunitense
- 1975 - Ángeles Montolio, ex tennista spagnola
- 1975 - Il'ja Ponomarëv, politico russo
- 1975 - Giorgio Rocca, ex sciatore alpino italiano
- 1975 - Liesje Sadonius, cantante belga
- 1975 - Paweł Szkopek, pilota motociclistico polacco
- 1976 - Hassan Al-Otaibi, calciatore saudita
- 1976 - Kjersti Bjorn-Roli, ex sciatrice alpina statunitense
- 1976 - Roderick Blakney, ex cestista statunitense
- 1976 - Artëm Enin, calciatore russo († 2024)
- 1976 - Fabienne Feraez, ex velocista francese
- 1976 - André Florschütz, ex slittinista tedesco
- 1976 - Soleil Moon Frye, attrice statunitense
- 1976 - Riccardo Gazzaniga, scrittore e poliziotto italiano
- 1976 - Melissa George, attrice, modella e ex pattinatrice artistica a rotelle australiana
- 1976 - Travis Kalanick, imprenditore statunitense
- 1976 - Yoshihito Kinoshita, giocatore di football americano giapponese
- 1976 - John KillerBob, bassista italiano
- 1976 - Michael Regan, funzionario e politico statunitense
- 1976 - Josh Schwartz, sceneggiatore, regista e produttore televisivo statunitense
- 1976 - Fred Thomas, musicista statunitense
- 1977 - Leandro Amaral, ex calciatore brasiliano
- 1977 - El Perro del Mar, cantante svedese
- 1977 - Leonardo D'Agostini, regista e sceneggiatore italiano
- 1977 - Nat Friedman, informatico e blogger statunitense
- 1977 - Josh Martinez, rapper e produttore discografico canadese
- 1977 - Tom MacRae, sceneggiatore, librettista e drammaturgo britannico
- 1977 - Jimmy Nielsen, allenatore di calcio e ex calciatore danese
- 1977 - Zdeňka Podkapová, modella e ex attrice pornografica ceca
- 1977 - Luciano Zavagno, ex calciatore argentino
- 1977 - Pavlo Šyl'ko, disc jockey e conduttore televisivo ucraino
- 1978 - Mohamed Al-Daradji, regista iracheno
- 1978 - Darko Božović, ex calciatore montenegrino
- 1978 - Davide Frattini, ex ciclista su strada e ciclocrossista italiano
- 1978 - Rotson Kilambe, ex calciatore zambiano
- 1978 - Francesca Martinez, attrice, scrittrice e attivista britannica
- 1978 - Marisa Miller, supermodella statunitense
- 1978 - Reinaldo Pineda, ex calciatore honduregno
- 1978 - Freeway, rapper statunitense
- 1978 - Aruna Shields, attrice britannica
- 1978 - Jessica Steck, ex tennista sudafricana
- 1978 - Mirko Teodorović, ex calciatore serbo
- 1978 - Rolando Zárate, ex calciatore argentino
- 1979 - André Barreto, ex calciatore brasiliano
- 1979 - Francesco Bellotti, ex ciclista su strada italiano
- 1979 - Aurélien Clerc, ex ciclista su strada svizzero
- 1979 - Jaime Correa, ex calciatore messicano
- 1979 - Erol Iba, ex calciatore e allenatore di calcio indonesiano
- 1979 - Megumi Okina, attrice giapponese
- 1979 - Travis Reed, ex cestista statunitense
- 1979 - Angela Schijf, attrice e doppiatrice olandese
- 1979 - Seth Wand, ex giocatore di football americano statunitense
- 1980 - Saad Al-Shammari, ex calciatore qatariota
- 1980 - Gabriele Bosisio, ex ciclista su strada italiano
- 1980 - Danny Collins, ex calciatore inglese
- 1980 - Kenny Deuchar, ex calciatore scozzese
- 1980 - András Horváth, ex calciatore ungherese
- 1980 - Christiane Karg, soprano tedesco
- 1980 - Vita Kuktienė, cestista lituana
- 1980 - Meni Levi, ex calciatore israeliano
- 1980 - Vitantonio Liuzzi, ex pilota automobilistico italiano
- 1980 - Nadja Morgan, ex cestista statunitense
- 1980 - Titus Mulama, calciatore keniota
- 1980 - Debi Nova, cantante e cantautrice costaricana
- 1980 - Wilber Pan, cantante, attore e conduttore televisivo taiwanese
- 1980 - Javi Salgado, ex cestista e allenatore di pallacanestro spagnolo
- 1980 - Weldon Santos de Andrade, ex calciatore brasiliano
- 1980 - Rory Scovel, attore statunitense
- 1980 - Seneca Wallace, giocatore di football americano statunitense
- 1980 - Roman Weidenfeller, dirigente sportivo e ex calciatore tedesco
- 1980 - Márcio Zancanaro, giocatore di calcio a 5 brasiliano
- 1981 - D'Monn Baker, ex giocatore di football americano e allenatore di football americano statunitense
- 1981 - Linda Maria Baros, poetessa, saggista e traduttrice rumena
- 1981 - Pema Chophel, ex calciatore bhutanese
- 1981 - Gavin Christie, calciatore bahamense
- 1981 - Lucie Decosse, judoka francese
- 1981 - David Doblas, cestista spagnolo
- 1981 - Marco Maria Dolfin, nuotatore e atleta paralimpico italiano
- 1981 - Dănuţ Dumbravă, allenatore di rugby a 15 e ex rugbista a 15 rumeno
- 1981 - Andrea Gasbarroni, ex calciatore italiano
- 1981 - Abdul Kader Keïta, ex calciatore ivoriano
- 1981 - Fabrice Mercury, calciatore francese
- 1981 - Leslie Odom Jr., attore, cantante e ballerino statunitense
- 1981 - José Ron, attore messicano
- 1981 - Bernard St. Ange, calciatore seychellese
- 1982 - Gabriella Arigò, ex cestista italiana
- 1982 - William Asher, sciatore nautico inglese
- 1982 - Jonathan Chimier, ex lunghista mauriziano
- 1982 - Adrianne Curry, modella statunitense
- 1982 - Karl Davies, attore britannico
- 1982 - Sergio van Dijk, ex calciatore olandese
- 1982 - Gaël Faye, rapper, cantante e scrittore francese
- 1982 - Romola Garai, attrice britannica
- 1982 - Leandro Gracián, ex calciatore argentino
- 1982 - Spice, cantante giamaicana
- 1982 - Jana Jacková, scacchista ceca
- 1982 - Sebastian Karbin, giocatore di football americano finlandese
- 1982 - Mitsunori Kihira, ex giocatore di football americano e allenatore di football americano giapponese
- 1982 - Joshua Longstaff, allenatore di pallacanestro statunitense
- 1982 - Mauro Matos, ex calciatore argentino
- 1982 - Anthony Obodai, ex calciatore ghanese
- 1982 - Kevin van der Perren, ex pattinatore artistico su ghiaccio belga
- 1982 - Renata Soñé, modella dominicana
- 1982 - Ryan Sypek, attore statunitense
- 1982 - Francesca Tubetti, politica italiana
- 1982 - Andrew Vanden Heuvel, astronomo statunitense
- 1982 - Charlie Whitehurst, giocatore di football americano statunitense
- 1983 - Ol'ga Bezsmertna, soprano ucraino
- 1983 - Enrico Catalano, nuotatore italiano
- 1983 - Viktorija Čmilytė, politica e scacchista lituana
- 1983 - Mkhokheli Dube, ex calciatore zimbabwese
- 1983 - Giuseppe Greco, ex calciatore italiano
- 1983 - Neil Harvey, ex calciatore barbadiano
- 1983 - Björn Kircheisen, ex combinatista nordico tedesco
- 1983 - Ali Liaquat, velocista pakistano
- 1983 - Robin van Persie, allenatore di calcio e ex calciatore olandese
- 1983 - Taqwa Pinero, cestista statunitense
- 1983 - Travis Rettenmaier, ex tennista statunitense
- 1983 - Martin Thörnberg, ex hockeista su ghiaccio svedese
- 1984 - Marco Airosa, ex calciatore angolano
- 1984 - George Andguladze, basso georgiano
- 1984 - Maqsat Baýjanov, ex calciatore kazako
- 1984 - Choi Hyeon-ju, arciera sudcoreana
- 1984 - Enrique Escalante, pallavolista portoricano
- 1984 - Sofia Essaïdi, cantante e attrice marocchina
- 1984 - Willie Gibson, calciatore e allenatore di calcio scozzese
- 1984 - Jesús Javier Gómez, ex calciatore venezuelano
- 1984 - Vedad Ibišević, ex calciatore bosniaco
- 1984 - Maja Ognjenović, pallavolista serba
- 1984 - Gholamreza Rezaei, calciatore iraniano
- 1984 - Eric Roberts, bassista statunitense
- 1984 - Andy Wilkinson, ex calciatore inglese
- 1984 - Gonzalo Zárate, ex calciatore argentino
- 1984 - Alekseý Şakïn, calciatore kazako
- 1985 - Michael Andrei, pallavolista tedesco
- 1985 - Mickaël Delage, ex ciclista su strada e pistard francese
- 1985 - Ana Drev, ex sciatrice alpina slovena
- 1985 - Bafétimbi Gomis, ex calciatore francese
- 1985 - Marcus Hall, ex cestista statunitense
- 1985 - Rodrigo Malbernat, ex calciatore argentino
- 1985 - Marlon Medina, calciatore nicaraguense
- 1985 - Tony Nese, wrestler statunitense
- 1985 - Yayra Erica Nego, modella statunitense
- 1985 - Florentina Olar, calciatrice rumena
- 1985 - Tropico, cantautore italiano
- 1985 - Lilas Traïkia, ex calciatrice francese
- 1985 - Garrett Weber-Gale, ex nuotatore statunitense
- 1986 - Mehmet Akgün, ex calciatore turco
- 1986 - Tony Bergstrom, giocatore di football americano statunitense
- 1986 - Nanna Blondell, attrice svedese
- 1986 - Thom Latimer, wrestler britannico
- 1986 - Jérôme Coppel, ex ciclista su strada francese
- 1986 - Joyce Ekworomadu, ex cestista statunitense
- 1986 - Jan-Philipp Kalla, ex calciatore tedesco
- 1986 - Liu Li, atleta paralimpico cinese
- 1986 - David Löfquist, calciatore svedese
- 1986 - Jake McGee, giocatore di baseball statunitense
- 1986 - André Moritz, ex calciatore brasiliano
- 1986 - Lucrezia Piaggio, attrice e ex modella italiana
- 1986 - Ekaterina Šarmina, mezzofondista russa
- 1986 - Evgenij Sivoželez, pallavolista russo
- 1986 - Reby Sky, wrestler, ballerina e modella statunitense
- 1986 - Sara Skyttedal, politica svedese
- 1986 - Nuno Pinto, allenatore di calcio e ex calciatore portoghese
- 1986 - Shannon Szabados, hockeista su ghiaccio canadese
- 1986 - Deonta Vaughn, ex cestista statunitense
- 1986 - Yu Song, judoka cinese
- 1986 - Ivan Štyl', canoista russo
- 1987 - Moataz Al-Musa, ex calciatore saudita
- 1987 - Francesco Caputo, ex calciatore italiano
- 1987 - Charley Chase, ex attrice pornografica statunitense
- 1987 - Leanne Crichton, calciatrice scozzese
- 1987 - Seda Erdoğan, ex cestista turca
- 1987 - Sarah Gregorius, calciatrice neozelandese
- 1987 - Ha Yeon-joo, attrice sudcoreana
- 1987 - Sjarhej Kisljak, ex calciatore bielorusso
- 1987 - Eva Kmeťová, cestista slovacca
- 1987 - Elisabetta Linguaglossa, ex cestista italiana
- 1987 - Bruce Miller, ex giocatore di football americano statunitense
- 1987 - Emmanuel Ragondet, pallavolista francese
- 1987 - Tosaint Ricketts, ex calciatore canadese
- 1987 - Rémy Riou, calciatore francese
- 1987 - Pietro Ruta, canottiere italiano
- 1987 - Joran van der Sloot, criminale olandese
- 1987 - Kateryna Tarasenko, canottiera ucraina
- 1987 - Jérôme Thiesson, allenatore di calcio e ex calciatore svizzero
- 1988 - Ismaïl Aissati, allenatore di calcio e ex calciatore olandese
- 1988 - Anthony Allen, giocatore di football americano statunitense
- 1988 - Bethwell Birgen, mezzofondista keniota
- 1988 - Omar Brown, giocatore di football americano statunitense
- 1988 - Vasile Carauș, ex calciatore moldavo
- 1988 - Dane DiLiegro, ex cestista e attore statunitense
- 1988 - Aleska Diamond, ex attrice pornografica ungherese
- 1988 - Masoud Esmaeilpour, lottatore iraniano
- 1988 - Korhan Herduran, attore turco
- 1988 - Masataka Kubota, attore giapponese
- 1988 - Sara Leemans, ex cestista belga
- 1988 - Ivan Lilov, cestista bulgaro
- 1988 - Ivan Neljubov, cestista russo
- 1988 - Paolo Nicolai, ex giocatore di beach volley italiano
- 1988 - Mai Phương Thúy, modella e attrice vietnamita
- 1988 - Antonín Presl, calciatore ceco
- 1988 - Mark Santorelli, ex hockeista su ghiaccio canadese
- 1988 - Jheimy da Silva Carvalho, ex calciatore brasiliano
- 1989 - Aymen Abdennour, ex calciatore tunisino
- 1989 - Abdelhamid Abuhabib, calciatore palestinese
- 1989 - Fernando Benítez, cestista messicano
- 1989 - Victor Demba Bindia, calciatore senegalese
- 1989 - Darwin Bonilla, calciatore salvadoregno
- 1989 - Sydney Colson, cestista statunitense
- 1989 - Indika Dissanayake, sollevatore singalese
- 1989 - Kévin Fortuné, calciatore francese
- 1989 - Ali Gadžibekov, ex calciatore russo
- 1989 - Alejandro Gagliardi, calciatore argentino
- 1989 - Grover Harmon, calciatore cookese
- 1989 - Ben Ijalana, giocatore di football americano statunitense
- 1989 - Carli Lloyd, pallavolista statunitense
- 1989 - Carl Ona Embo, cestista francese
- 1989 - Alexis Ossa, calciatore colombiano
- 1989 - Justin Tipuric, rugbista a 15 britannico
- 1989 - Nemanja Vidić, calciatore serbo
- 1989 - James Winchester, giocatore di football americano statunitense
- 1989 - Yu Wenxia, modella e attrice cinese
- 1989 - Yu Yang, calciatore cinese
- 1990 - Roland Alberg, ex calciatore olandese
- 1990 - Gašper Berlot, ex combinatista nordico sloveno
- 1990 - Šota Bibilov, ex calciatore russo
- 1990 - Douglas Pereira dos Santos, ex calciatore brasiliano
- 1990 - Hólmar Örn Eyjólfsson, calciatore islandese
- 1990 - Ethan Finlay, ex calciatore statunitense
- 1990 - Abigél Joó, judoka ungherese
- 1990 - Dario Lorina, chitarrista statunitense
- 1990 - Brian McCaul, calciatore nordirlandese
- 1990 - Andreja Milutinović, cestista serbo
- 1990 - Petar Orlandić, calciatore montenegrino
- 1990 - Daniel Orton, ex cestista statunitense
- 1990 - Ró-Ró, calciatore portoghese
- 1990 - Tommaso Ottomano, musicista, produttore discografico e regista italiano
- 1990 - Mitchell Young, cestista australiano
- 1991 - Ross Cockrell, giocatore di football americano statunitense
- 1991 - Jakub Czerwiński, calciatore polacco
- 1991 - Issoufou Dayo, calciatore burkinabé
- 1991 - Pınar Demirok, ex cestista turca
- 1991 - Wilmer Flores, giocatore di baseball venezuelano
- 1991 - Marek Hanousek, calciatore ceco
- 1991 - Jiao Liuyang, nuotatrice cinese
- 1991 - Irina Kulikova, modella russa
- 1991 - Dávid Kálnoki-Kis, calciatore ungherese
- 1991 - Dylan McGowan, calciatore australiano
- 1991 - Antonella Palmisano, marciatrice italiana
- 1991 - Francesco Pellegrino, cestista italiano
- 1991 - Geisson Perea, calciatore colombiano
- 1991 - Kacey Rohl, attrice canadese
- 1991 - Óscar Sielva, calciatore spagnolo
- 1991 - Zarek Valentin, ex calciatore statunitense
- 1991 - Mathias Wichmann, calciatore danese
- 1991 - Samuel Yohou, calciatore francese
- 1992 - Mehdi Abeid, calciatore algerino
- 1992 - Sami Aittokallio, hockeista su ghiaccio finlandese
- 1992 - Marzouq Al-Muwallad, cestista saudita
- 1992 - Jelani Alladin, attore statunitense
- 1992 - Yonathan Andía, calciatore cileno
- 1992 - John Antwi, calciatore ghanese
- 1992 - Alizée Baron, sciatrice freestyle francese
- 1992 - Jakub Brabec, calciatore ceco
- 1992 - Mathias Brugger, multiplista tedesco
- 1992 - Thanasīs Garavelīs, calciatore greco
- 1992 - Han Cong, pattinatore artistico su ghiaccio cinese
- 1992 - Nichole Lindow, pallavolista statunitense
- 1992 - Tara Moore, tennista britannica
- 1992 - Njiva Rakotoharimalala, calciatore malgascio
- 1992 - Alison Skayhan, ex pallavolista statunitense
- 1992 - Christian Sørensen, calciatore danese
- 1992 - Natsumi Tsunoda, judoka giapponese
- 1992 - Augusto César Moreira, calciatore brasiliano
- 1992 - Saori Ōnishi, doppiatrice giapponese
- 1993 - Felipe Curcio, calciatore brasiliano
- 1993 - Kaori Ishihara, doppiatrice e cantante giapponese
- 1993 - Yasuki Kimoto, calciatore giapponese
- 1993 - Yaeji, cantante, disc jockey e produttrice discografica statunitense
- 1993 - Lena Malkus, lunghista tedesca
- 1993 - Tre Mason, giocatore di football americano statunitense
- 1993 - Charlotte McKinney, attrice e modella statunitense
- 1993 - Donte Moncrief, giocatore di football americano statunitense
- 1993 - Thapelo Morena, calciatore sudafricano
- 1993 - Iñigo Ruiz de Galarreta, calciatore spagnolo
- 1993 - Təmkin Xəlilzadə, ex calciatore azero
- 1993 - Amin Younes, calciatore tedesco
- 1993 - Özge Yurtdagülen, pallavolista turca
- 1993 - Denis Zacharov, cestista russo
- 1994 - Murad Bazarov, lottatore azero
- 1994 - Danilo Cataldi, calciatore italiano
- 1994 - Hernán Da Campo, calciatore argentino
- 1994 - Daviyon Draper, cestista statunitense
- 1994 - Colin Joyce, ciclista su strada statunitense
- 1994 - Richard André Ordemann, taekwondoka norvegese
- 1994 - Jean-Marc Pontvianne, triplista francese
- 1994 - Aldair Rodríguez, calciatore peruviano
- 1994 - Fabio Strauss, calciatore austriaco
- 1994 - Zou Lijuan, atleta paralimpica cinese
- 1994 - Jort van Gennep, canottiere olandese
- 1995 - Admir Bajrovic, calciatore svedese
- 1995 - Andrezinho, calciatore portoghese
- 1995 - Manfred Fischer, calciatore austriaco
- 1995 - Amy Forsyth, attrice canadese
- 1995 - Michaela Heider, ex sciatrice alpina e sciatrice freestyle austriaca
- 1995 - Kareem Hunt, giocatore di football americano statunitense
- 1995 - Hussein Ishaish, pugile giordano
- 1995 - Janice Monakana, cestista britannica
- 1995 - Rebecca Peterson, tennista svedese
- 1995 - Rim Song Sim, judoka nordcoreana
- 1995 - Joshua Tapscott, giocatore di football americano statunitense
- 1995 - Aleksandăr Vezenkov, cestista bulgaro
- 1995 - Ulla Zirne, slittinista lettone
- 1996 - Timothy Awany, calciatore ugandese
- 1996 - Kristine Bjørdal Leine, calciatrice norvegese
- 1996 - Fan Tingyu, goista cinese
- 1996 - Shaila Gatta, ballerina e personaggio televisivo italiana
- 1996 - Stephen Hammond, calciatore ghanese
- 1996 - Oda Maria Hove Bogstad, calciatrice norvegese
- 1996 - Yung Snapp, rapper e produttore discografico italiano
- 1996 - Antonio Francisco Moura Neto, calciatore brasiliano
- 1996 - Antonio Palumbo, calciatore italiano
- 1996 - Sara Vitiello, marciatrice italiana
- 1996 - Pedro Vázquez Llenín, canoista spagnolo
- 1997 - Antonio Abbate, regista italiano
- 1997 - Noah Billingsley, calciatore neozelandese
- 1997 - Hassani Dotson, calciatore statunitense
- 1997 - Meschack Elia, calciatore della Repubblica Democratica del Congo
- 1997 - Filip Jović, calciatore serbo
- 1997 - Mutsuki Katō, calciatore giapponese
- 1997 - Lallianzuala Chhangte, calciatore indiano
- 1997 - Dimitrije Nikolić, cestista serbo
- 1997 - Keaton Parks, calciatore statunitense
- 1997 - Hunter Pollack, attivista statunitense
- 1997 - Anatolie Prepeliță, calciatore moldavo
- 1997 - Kristína Schmiedlová, tennista slovacca
- 1997 - Sander Svendsen, calciatore norvegese
- 1997 - Marcus Thuram, calciatore francese
- 1997 - Welton, calciatore brasiliano
- 1997 - Paolo Yrizar, calciatore messicano
- 1998 - Ceylin del Carmen Alvarado, ciclocrossista e ciclista su strada olandese
- 1998 - Connor Brown, ex ciclista su strada e pistard neozelandese
- 1998 - Justin Gorham, cestista statunitense
- 1998 - Vadim Gulceac, calciatore moldavo
- 1998 - Mohamed Mazag, calciatore gibutiano
- 1998 - Ricardinho, calciatore portoghese
- 1998 - Nicholas Pierini, calciatore italiano
- 1998 - Juan Pablo Plada, calciatore uruguaiano
- 1998 - Stefan Purtić, calciatore serbo
- 1998 - Jack Scanlon, attore britannico
- 1998 - Chantelle Swaby, calciatrice statunitense
- 1999 - Yusuf Abdurisag, calciatore qatariota
- 1999 - Federico Colaninno, velista italiano
- 1999 - Borja Garcés, calciatore spagnolo
- 1999 - Lucas Gazal, calciatore brasiliano
- 1999 - Jeong Ho-jin, calciatore sudcoreano
- 1999 - Musa Noah Kamara, calciatore sierraleonese
- 1999 - Rebeka Masarova, tennista svizzera
- 1999 - Jayson Molumby, calciatore irlandese
- 1999 - Lil Gotit, rapper statunitense
- 1999 - Ryan Seggerman, tennista statunitense
- 1999 - Lukas Uleckas, cestista lituano
- 1999 - Stef Vandeweyer, snowboarder belga
- 1999 - Costanza Verona, cestista italiana
- 1999 - Adam Zadražil, calciatore ceco
- 1999 - Daniel de Pauli, calciatore brasiliano
- 1999 - Filip Đukić, calciatore montenegrino
- 2000 - Gianluca Böhm, sciatore alpino svizzero
- 2000 - Tormis Laine, sciatore alpino estone
- 2000 - Iker Pozo, calciatore spagnolo

## XXI secolo(29)
- 2001 - Youssef Badawy, karateka egiziano
- 2001 - Federico Bonini, calciatore italiano
- 2001 - Dawand Jones, giocatore di football americano statunitense
- 2001 - Jardi van der Lee, ciclista su strada olandese
- 2001 - Salvador Rodríguez, calciatore messicano
- 2001 - Ty Simpkins, attore statunitense
- 2002 - Nessa Barrett, cantante statunitense
- 2002 - Tobías Cervera, calciatore argentino
- 2002 - Tommy Conway, calciatore scozzese
- 2002 - Nejc Gradišar, calciatore sloveno
- 2002 - Uta Kobayashi, nuotatrice artistica giapponese
- 2002 - Naby Oularé, calciatore guineano
- 2002 - Martina Spinelli, cestista italiana
- 2002 - Dušan Vuković, calciatore montenegrino
- 2003 - Jaime Faria, tennista portoghese
- 2003 - Maxwell Hairston, giocatore di football americano statunitense
- 2003 - Eduard Hallberg, sciatore alpino finlandese
- 2003 - Jonathan Kulow, nuotatore statunitense
- 2003 - Mario Mitaj, calciatore greco
- 2003 - Luca Nardi, tennista italiano
- 2003 - Patrick Sammon, nuotatore statunitense
- 2003 - Carlos Álvarez Rivera, calciatore spagnolo
- 2004 - Aliçoni Ajni, calciatore tagiko
- 2004 - Isabella Pedrazzi, sciatrice alpina svizzera
- 2004 - Božidar Sarăbojukov, lunghista e triplista bulgaro
- 2004 - Maksymilian Szwed, velocista polacco
- 2004 - Diego Moreira, calciatore belga
- 2005 - Matthew Brennan, ciclista su strada e pistard britannico
- 2005 - Kristian Fletcher, calciatore statunitense

## Senza anno specificato(1)
- Amélie Daure, attrice francese